# Biplan De Pischoff 1907
 (octobre 2023).
Le biplan de Pischoff 1907 était un avion expérimental français conçu par Alfred de Pischoff en 1907. Il a été construit par Lucien Chauvière, connu plus tard pour ses hélices en bois lamellé.

## Caractéristiques
L'avion de Pischoff 1907 est un biplan monoplace d'une envergure de 10 m avec une surface portante de 25 m2. Il est propulsé par un moteur Anzani à trois cylindres et refroidissement par air, d'une puissance de (25 ch). Il est équipé d'une hélice de type Chauvière à deux pales.